# Svatá Maří
Svatá Maří là một làng thuộc huyện Prachatice, vùng Jihočeský, Cộng hòa Séc.